# Théorème de Bateman
Pour les articles homonymes, voir Bateman.
Le théorème de Bateman, publié en 1972, fournit un développement asymptotique de la moyenne du nombre d'antécédents de la fonction indicatrice d'Euler, que l'on note {\displaystyle \varphi } par la suite,.

## Énoncé
Notons {\displaystyle a_{n}:={\text{card}}\{m\in \mathbb {N} ^{*},\varphi (m)=n\}} pour {\displaystyle n\in \mathbb {N} ^{*}} et {\displaystyle \Phi (x):=\sum _{n\leqslant x}a_{n}} pour {\displaystyle x\geqslant 0}, il existe alors une constante {\displaystyle c>0} telle que
Notons que {\displaystyle a_{n}} est fini pour tout {\displaystyle n\in \mathbb {N} ^{*}}. En effet, d'après l'estimation {\displaystyle \varphi (m)>{\frac {e^{-\gamma }m}{\ln \ln m}}(1+o(1))} où {\displaystyle \gamma } désigne la constante d'Euler-Mascheroni, on a {\displaystyle \varphi (m)>n} dès lors que {\displaystyle m>(e^{\gamma }+o(1))n\ln \ln n} donc {\displaystyle a_{n}\leqslant (e^{\gamma }+o(1))n\ln \ln n}.

## Démonstration
Dans toute la suite, on désigne par {\displaystyle s} un nombre complexe, sa partie réelle et sa partie imaginaire sont notées respectivement {\displaystyle \sigma } et {\displaystyle \tau }.

### Série de Dirichlet associée
La série {\displaystyle \sum _{m\geqslant 1}{\frac {1}{\varphi (m)^{s}}}} converge absolument sur le demi-plan complexe {\displaystyle \sigma >1} d'après l'inégalité précédente. Notons {\displaystyle F} la série de Dirichlet associée à {\displaystyle a_{n}}, la sommabilité permet d'effectuer une sommation par paquets : {\displaystyle F(s)=\sum _{m\geqslant 1}{\frac {1}{\varphi (m)^{s}}}}, on en déduit que le produit eulérien de {\displaystyle F} s'écrit
où dans le produit {\displaystyle p} parcourt l'ensemble des nombres premiers.

### Lien avec lafonction zêta de Riemann
En utilisant le produit eulérien de la fonction {\displaystyle \zeta }, on a {\displaystyle F(s)=\zeta (s)G(s)} pour {\displaystyle \sigma >1} où le produit {\displaystyle G(s)} est défini par
Notons que le produit définissant {\displaystyle G(s)} est absolument convergent dans le demi-plan complexe {\displaystyle \sigma >0} d'après l'inégalité
Aussi, on obtient à l'aide du produit eulérien de la fonction {\displaystyle \zeta } l'égalité {\displaystyle G(1)={\frac {\zeta (2)\zeta (3)}{\zeta (6)}}}.

### Majoration du produit G(s)
On se place ici dans le domaine défini par {\displaystyle |\tau |\geqslant 2} et {\displaystyle \sigma \geqslant 1-{\frac {1}{\ln(2|\tau |)}}}. On a d'après l'inégalité précédente
D'une part {\displaystyle {\frac {1}{p^{\sigma }}}\ll {\frac {1}{p}}} dès lors que {\displaystyle p\leqslant 2|\tau |} donc {\displaystyle \sum _{p\leqslant 2|\tau |}{\frac {1}{p^{\sigma }}}\ll \ln \ln(2|\tau |)} d'après les estimations de Mertens. D'autre part, grâce à une sommation d'Abel et aux estimations de Tchebychev, {\displaystyle \sum _{p>2|\tau |}{\frac {1}{p^{\sigma +1}}}\ll {\frac {\ln \ln(2|\tau |)}{|\tau |}}} de sorte que {\displaystyle \ln |G(s)|\ll \ln \ln(2|\tau |)}. Il existe ainsi une constante {\displaystyle A>0} telle que {\displaystyle G(s)\ll (\ln |\tau |)^{A}}.

### Développement asymptotique de Φ
D'après la formule de Perron (voir Remarques)
pour tout {\displaystyle \kappa >1} où l'intégrale est semi-convergente pour {\displaystyle x} non entier et converge en valeur principale pour {\displaystyle x} entier. On choisit {\displaystyle \kappa =1+{\frac {1}{\ln x}}} et on évalue l'intégrale en déformant la droite d'intégration, que l'on remplace par la courbe {\displaystyle \sigma =1-{\frac {1}{\ln \max(4,2|\tau |)}}}. On scinde l'intégrale sur le contour déformé aux points {\displaystyle \tau =\pm e^{-c{\sqrt {\ln x}}}} pour une constante convenable {\displaystyle c}, celle-ci est {\displaystyle \ll x^{2}e^{-c_{0}{\sqrt {\ln x}}}} pour une constante {\displaystyle c_{0}>0} d'après la majoration {\displaystyle |\log \zeta (s)|\leqslant \ln \ln |\tau |+{\mathcal {O}}(1)} (voir Remarques). Le théorème des résidus fournit alors le développement asymptotique suivant :
De la croissance de {\displaystyle \Phi } on en déduit que
pour tout {\displaystyle 0<h\leqslant x}. En choisissant {\displaystyle h=xe^{-{\frac {c_{0}}{2}}{\sqrt {\ln x}}}} et en remplaçant {\displaystyle G(1)} par sa valeur on en déduit le développement asymptotique suivant :
pour une constante {\displaystyle c>0}.

### Corollaire
D'après la relation {\displaystyle a_{n}=\Phi (n)-\Phi (n-1)} on a {\displaystyle a_{n}\ll ne^{-c{\sqrt {\ln n}}}}.

## Remarques

### Formule de Perron
On pose {\displaystyle a_{x}=a_{n}} lorsque {\displaystyle x=n\in \mathbb {N} } et {\displaystyle a_{x}=0} lorsque {\displaystyle x\in \mathbb {R} \setminus \mathbb {N} }, on a alors d'après la formule de Perron
pour tout {\displaystyle \kappa >\max(0,\sigma _{c})} où {\displaystyle \sigma _{c}} désigne l'abscisse de convergence simple de la série de Dirichlet {\displaystyle F}. On en déduit que
d'où
pour tout {\displaystyle \kappa >\max(0,\sigma _{c})} et {\displaystyle x\geqslant 1}.

### Majoration de la norme du logarithme ζ
On a la relation {\displaystyle |\log \zeta (s)|\leqslant \ln \ln |\tau |+{\mathcal {O}}(1)}.

#### Lemme
Il existe une constante {\displaystyle c>0} telle que {\displaystyle \zeta } ne possède aucun zéro dans la région du plan complexe défini par {\displaystyle \sigma \geqslant 1-{\frac {8c}{\ln(2+|\tau |)}}} (voir l'article Histoire de la fonction zêta de Riemann). Ainsi tout zéro non trivial {\displaystyle \beta +i\gamma } de {\displaystyle \zeta } vérifie l'inégalité {\displaystyle \beta <1-{\frac {8c}{\ln(2+|\gamma |)}}}. Cela implique la minoration
où {\displaystyle \rho } parcourt l'ensemble des zéros non triviaux de {\displaystyle \zeta }, dans le domaine du plan complexe défini par {\displaystyle \tau \geqslant 4} et {\displaystyle \sigma \geqslant 1-{\frac {4c}{\ln \tau }}}. En effet, si {\displaystyle \rho } est un zéro non trivial, alors
- si {\displaystyle |s-\rho |>{\frac {1}{2}}|\rho |}, alors en posant {\displaystyle \vartheta :={\frac {2|s-\rho |}{\rho }}\geqslant 1},

- si {\displaystyle |s-\rho |\leqslant {\frac {1}{2}}|\rho |}, alors {\displaystyle |\tau -\gamma |\leqslant {\frac {1}{2}}\left(|\gamma |+1\right)} d'où {\displaystyle |\gamma |\leqslant 2|\tau |+2} et {\displaystyle \beta <1-{\frac {8c}{\ln(2\tau +4)}}\leqslant 1-{\frac {4c}{\ln \tau }}\leqslant \sigma }.

Le produit de Hadamard de {\displaystyle \zeta } fournit
où la somme s'étend sur tous les zéros non triviaux de {\displaystyle \zeta }. On en déduit l'existence d'une constante {\displaystyle K>0} telle que {\displaystyle -{\text{Re}}{\frac {\zeta '(s)}{\zeta (s)}}\leqslant K\ln \tau } sur le domaine {\displaystyle \tau \geqslant 4} et {\displaystyle \sigma \geqslant 1-{\frac {4c}{\ln \tau }}}.

#### Démonstration de la majoration
On se place dorénavant dans le domaine défini par {\displaystyle \tau \geqslant 5} et {\displaystyle \sigma \geqslant 1-{\frac {c}{\ln \tau }}}. Posons {\displaystyle \eta :={\frac {c}{\ln \tau }}} et {\displaystyle s_{0}:=1+\eta +i\tau }, alors pour tout {\displaystyle w\in \mathbb {C} } dans le disque {\displaystyle |w|\leqslant 4\eta }, le point {\displaystyle s_{0}+w=\sigma '+i\tau '} vérifie {\displaystyle \tau '\geqslant 4} et {\displaystyle \sigma '\geqslant 1-{\frac {4c}{\ln \tau '}}} donc
d'après le lemme. Posons {\displaystyle F(w):={\frac {\zeta '(s_{0})}{\zeta (s_{0})}}-{\frac {\zeta '(s_{0}+w)}{\zeta (s_{0}+w)}}}, alors {\displaystyle {\text{Re}}\,F(w)\leqslant 2K\ln \tau +\left|{\frac {\zeta '(s_{0})}{\zeta (s_{0})}}\right|} pour tout {\displaystyle w} dans le disque {\displaystyle |w|\leqslant 4\eta }. Sachant que {\displaystyle |s-s_{0}|\leqslant 2\eta }, le lemme de Borel-Carathéodory implique la majoration
On utilise enfin le développement en série de Dirichlet de {\displaystyle {\frac {\zeta '}{\zeta }}} :
où {\displaystyle \Lambda } désigne la fonction de von Mangoldt, ce qui permet d'en déduire que {\displaystyle {\frac {\zeta '(s)}{\zeta (s)}}\ll \ln |\tau |}. On peut finalement conclure :
et
d'où finalement {\displaystyle |\log \zeta (s)|\leqslant \ln \ln |\tau |+{\mathcal {O}}(1)} dans le domaine du plan complexe défini par {\displaystyle |\tau |\geqslant 3} et {\displaystyle \sigma \geqslant 1-{\frac {c}{\ln |\tau |}}}.